# Madagaskaribis
Madagaskaribis (latin: Threskiornis bernieri) er en storkefugl, der lever på Aldabra og Madagaskar.